# Élections cantonales de 2004 dans la Marne
Les élections cantonales ont eu lieu les 21 et 28 mars 2004.
Lors de ces élections, 22 des 44 cantons de la Marne ont été renouvelés. Elles ont vu la reconduction de la majorité UMP dirigée par René-Paul Savary, président du conseil général depuis 2003.

## Résultats à l’échelle du département
Répartition départementale des résultats (2e tour).
- PS (48,14 %)
- DVG (3,33 %)
- UMP (28,26 %)
- UDF (8,5 %)
- DVD (6,21 %)
- FN (5,56 %)

| Étiquette      | Étiquette                          | Premier tour | Premier tour | Second tour | Second tour | Sièges |
| Étiquette      | Étiquette                          | Voix         | %            | Voix        | %           | Sièges |
| -------------- | ---------------------------------- | ------------ | ------------ | ----------- | ----------- | ------ |
|                | Parti socialiste                   | 24 320       | 22,90        | 40 457      | 48,14       | 7      |
|                | Les Verts                          | 5 858        | 5,52         |             |             |        |
|                | Extrême gauche                     | 5 493        | 5,17         |             |             |        |
|                | Parti communiste français          | 5 112        | 4,81         |             |             |        |
|                | Divers gauche                      | 3 438        | 3,24         | 2 799       | 3,33        | 2      |
| Gauche         | Gauche                             | 44 221       | 41,64        | 43 256      | 51,47       | 9      |
|                |                                    |              |              |             |             |        |
|                | Union pour un mouvement populaire  | 29 354       | 27,64        | 23 751      | 28,26       | 9      |
|                | Front national                     | 17 078       | 16,08        | 4 671       | 5,56        | 0      |
|                | Union pour la démocratie française | 7 245        | 6,82         | 7 145       | 8,50        | 2      |
|                | Divers droite                      | 6 842        | 6,44         | 5 221       | 6,21        | 2      |
|                | Extrême droite                     | 401          | 0,38         |             |             |        |
| Droite         | Droite                             | 60 920       | 57,36        | 40 788      | 48,53       | 13     |
|                |                                    |              |              |             |             |        |
|                | Écologistes divers                 | 740          | 0,70         |             |             |        |
|                | Divers                             | 314          | 0,30         |             |             |        |
|                |                                    |              |              |             |             |        |
| Inscrits       | Inscrits                           | 193 170      | 100,00       | 150 534     | 100,00      |        |
| Abstention     | Abstention                         | 82 613       | 42,77        | 60 659      | 40,30       |        |
| Votants        | Votants                            | 110 557      | 57,23        | 89 875      | 59,70       |        |
| Blancs et nuls | Blancs et nuls                     | 4 362        | 3,95         | 5 831       | 6,49        |        |
| Exprimés       | Exprimés                           | 106 195      | 96,05        | 84 044      | 93,51       |        |

## Résultats par canton

### Canton d'Avize
| Candidats      | Candidats           | Étiquette      | Premier tour | Premier tour | Second tour | Second tour |
| Candidats      | Candidats           | Étiquette      | Voix         | %            | Voix        | %           |
| -------------- | ------------------- | -------------- | ------------ | ------------ | ----------- | ----------- |
|                | Pascal Desautels    | UDF            | 1 307        | 30,01        | 1 909       | 41,76       |
|                | Jacky Baillot       | UMP            | 1 085        | 24,91        | 1 189       | 26,01       |
|                | Jean-Paul Angers    | PS             | 808          | 18,55        | 1 473       | 32,22       |
|                | Denis Domingues     | FN             | 677          | 15,55        |             |             |
|                | Marjorie Wabont     | EXG            | 173          | 3,97         |             |             |
|                | Jean-Claude Demange | PCF            | 164          | 3,77         |             |             |
|                | Patrice Minet       | DVG            | 141          | 3,24         |             |             |
| Inscrits       | Inscrits            | Inscrits       | 7 325        | 100,00       | 7 325       | 100,00      |
| Abstention     | Abstention          | Abstention     | 2 784        | 38,01        | 2 528       | 34,51       |
| Votants        | Votants             | Votants        | 4 541        | 61,99        | 4 797       | 65,49       |
| Blancs et nuls | Blancs et nuls      | Blancs et nuls | 186          | 4,10         | 226         | 4,71        |
| Exprimés       | Exprimés            | Exprimés       | 4 355        | 95,90        | 4 571       | 95,29       |

### Canton de Beine-Nauroy
| Candidats      | Candidats         | Étiquette      | Premier tour | Premier tour |
| Candidats      | Candidats         | Étiquette      | Voix         | %            |
| -------------- | ----------------- | -------------- | ------------ | ------------ |
|                | Alphonse Schwein* | UMP            | 1 997        | 51,19        |
|                | Stéphane Joly     | Verts          | 744          | 19,07        |
|                | Virginie Gracient | FN             | 619          | 15,87        |
|                | Julien Dichant    | EXG            | 285          | 7,31         |
|                | Stéphane Fischer  | PCF            | 256          | 6,56         |
| Inscrits       | Inscrits          | Inscrits       | 6 623        | 100,00       |
| Abstention     | Abstention        | Abstention     | 2 533        | 38,25        |
| Votants        | Votants           | Votants        | 4 090        | 61,75        |
| Blancs et nuls | Blancs et nuls    | Blancs et nuls | 189          | 4,62         |
| Exprimés       | Exprimés          | Exprimés       | 3 901        | 95,38        |

*sortant

### Canton de Châlons-en-Champagne-2
| Candidats      | Candidats          | Étiquette      | Premier tour | Premier tour | Second tour | Second tour |
| Candidats      | Candidats          | Étiquette      | Voix         | %            | Voix        | %           |
| -------------- | ------------------ | -------------- | ------------ | ------------ | ----------- | ----------- |
|                | Philippe Michelot* | UMP            | 2 195        | 40,35        | 2 884       | 51,23       |
|                | Chantal Millet     | PS             | 1 454        | 26,73        | 2 745       | 48,77       |
|                | Édith Erre         | FN             | 980          | 18,01        |             |             |
|                | Claude Bourgeois   | PCF            | 353          | 6,49         |             |             |
|                | Marianne Buttez    | EXG            | 247          | 4,54         |             |             |
|                | Luc Neuhauser      | EXG            | 211          | 3,88         |             |             |
| Inscrits       | Inscrits           | Inscrits       | 10 662       | 100,00       | 10 667      | 100,00      |
| Abstention     | Abstention         | Abstention     | 4 941        | 46,34        | 4 659       | 43,68       |
| Votants        | Votants            | Votants        | 5 721        | 53,66        | 6 008       | 56,32       |
| Blancs et nuls | Blancs et nuls     | Blancs et nuls | 281          | 4,91         | 379         | 6,31        |
| Exprimés       | Exprimés           | Exprimés       | 5 440        | 95,09        | 5 629       | 93,69       |

*sortant

### Canton de Châlons-en-Champagne-4
| Candidats      | Candidats              | Étiquette      | Premier tour | Premier tour | Second tour | Second tour |
| Candidats      | Candidats              | Étiquette      | Voix         | %            | Voix        | %           |
| -------------- | ---------------------- | -------------- | ------------ | ------------ | ----------- | ----------- |
|                | Pierre Faynot*         | UMP            | 2 312        | 39,15        | 3 075       | 50,85       |
|                | Jean-Claude Rouffignac | PS             | 1 530        | 25,91        | 2 972       | 49,15       |
|                | Thierry Besson         | FN             | 1 048        | 17,75        |             |             |
|                | Christine Toussaint    | PCF            | 361          | 6,11         |             |             |
|                | Alain Goze             | DVG            | 346          | 5,86         |             |             |
|                | Franck Gilleron        | EXG            | 308          | 5,22         |             |             |
| Inscrits       | Inscrits               | Inscrits       | 11 511       | 100,00       | 11 511      | 100,00      |
| Abstention     | Abstention             | Abstention     | 5 383        | 46,76        | 5 094       | 44,25       |
| Votants        | Votants                | Votants        | 6 128        | 53,24        | 6 417       | 55,75       |
| Blancs et nuls | Blancs et nuls         | Blancs et nuls | 223          | 3,64         | 370         | 5,77        |
| Exprimés       | Exprimés               | Exprimés       | 5 905        | 96,36        | 6 047       | 94,23       |

*sortant

### Canton de Châtillon-sur-Marne
| Candidats      | Candidats         | Étiquette      | Premier tour | Premier tour |
| Candidats      | Candidats         | Étiquette      | Voix         | %            |
| -------------- | ----------------- | -------------- | ------------ | ------------ |
|                | Françoise Férat*  | UDF            | 1 120        | 55,89        |
|                | Catherine Bourson | FN             | 420          | 20,96        |
|                | Stéphane Scoquart | PS             | 340          | 16,97        |
|                | Gaëlle Chemin     | EXG            | 70           | 3,49         |
|                | Armand Cimolini   | PCF            | 54           | 2,69         |
| Inscrits       | Inscrits          | Inscrits       | 3 291        | 100,00       |
| Abstention     | Abstention        | Abstention     | 1 209        | 36,74        |
| Votants        | Votants           | Votants        | 2 082        | 63,26        |
| Blancs et nuls | Blancs et nuls    | Blancs et nuls | 78           | 3,75         |
| Exprimés       | Exprimés          | Exprimés       | 2 004        | 96,25        |

*sortant

### Canton d'Écury-sur-Coole
| Candidats      | Candidats              | Étiquette      | Premier tour | Premier tour |
| Candidats      | Candidats              | Étiquette      | Voix         | %            |
| -------------- | ---------------------- | -------------- | ------------ | ------------ |
|                | Daniel Collard*        | DVD            | 1 767        | 55,03        |
|                | Élodie Petit           | FN             | 642          | 19,99        |
|                | Luc Mallet             | PCF            | 420          | 13,08        |
|                | Marie-Christine Rehmet | EXG            | 382          | 11,90        |
| Inscrits       | Inscrits               | Inscrits       | 5 411        | 100,00       |
| Abstention     | Abstention             | Abstention     | 1 878        | 34,71        |
| Votants        | Votants                | Votants        | 3 533        | 65,29        |
| Blancs et nuls | Blancs et nuls         | Blancs et nuls | 322          | 9,11         |
| Exprimés       | Exprimés               | Exprimés       | 3 211        | 90,89        |

*sortant

### Canton d'Épernay-1
| Candidats      | Candidats           | Étiquette      | Premier tour | Premier tour | Second tour | Second tour |
| Candidats      | Candidats           | Étiquette      | Voix         | %            | Voix        | %           |
| -------------- | ------------------- | -------------- | ------------ | ------------ | ----------- | ----------- |
|                | Benoît Moittie      | DVD            | 1 269        | 27,74        | 2 535       | 53,57       |
|                | Marc Lefevre        | PS             | 992          | 21,69        | 2 197       | 46,43       |
|                | Philippe Martin     | UMP            | 829          | 18,12        |             |             |
|                | Hubert Revolte      | FN             | 588          | 12,86        |             |             |
|                | Marie-Angèle Klaine | Verts          | 502          | 10,98        |             |             |
|                | Michèle Cousin      | PCF            | 179          | 3,91         |             |             |
|                | Mink Takawe         | EXG            | 114          | 2,49         |             |             |
|                | Christian Baudette  | DVD            | 101          | 2,21         |             |             |
| Inscrits       | Inscrits            | Inscrits       | 8 980        | 100,00       | 8 980       | 100,00      |
| Abstention     | Abstention          | Abstention     | 4 278        | 47,64        | 3 941       | 43,89       |
| Votants        | Votants             | Votants        | 4 702        | 52,36        | 5 039       | 56,11       |
| Blancs et nuls | Blancs et nuls      | Blancs et nuls | 128          | 2,72         | 307         | 6,09        |
| Exprimés       | Exprimés            | Exprimés       | 4 574        | 97,28        | 4 732       | 93,91       |

### Canton d'Épernay-2
| Candidats      | Candidats         | Étiquette      | Premier tour | Premier tour | Second tour | Second tour |
| Candidats      | Candidats         | Étiquette      | Voix         | %            | Voix        | %           |
| -------------- | ----------------- | -------------- | ------------ | ------------ | ----------- | ----------- |
|                | Daniel Lemaire*   | PS             | 2 309        | 31,24        | 5 430       | 72,32       |
|                | Élisabeth Foureur | FN             | 1 376        | 18,62        | 2 078       | 27,68       |
|                | Patrick Boivin    | UMP            | 1 088        | 14,72        |             |             |
|                | Claude Marechal   | UDF            | 1 010        | 13,67        |             |             |
|                | Philippe Gintrand | Verts          | 622          | 8,42         |             |             |
|                | Marcel Malette    | PCF            | 594          | 8,04         |             |             |
|                | Hélène Halbin     | EXG            | 392          | 5,30         |             |             |
| Inscrits       | Inscrits          | Inscrits       | 14 708       | 100,00       | 14 707      | 100,00      |
| Abstention     | Abstention        | Abstention     | 6 957        | 47,30        | 6 417       | 43,63       |
| Votants        | Votants           | Votants        | 7 751        | 52,70        | 8 290       | 56,37       |
| Blancs et nuls | Blancs et nuls    | Blancs et nuls | 360          | 4,64         | 782         | 9,43        |
| Exprimés       | Exprimés          | Exprimés       | 7 391        | 95,36        | 7 508       | 90,57       |

*sortant

### Canton de Fère-Champenoise
| Candidats      | Candidats      | Étiquette      | Premier tour | Premier tour |
| Candidats      | Candidats      | Étiquette      | Voix         | %            |
| -------------- | -------------- | -------------- | ------------ | ------------ |
|                | Claude Hardy*  | DVG            | 1 450        | 59,14        |
|                | Benoît Martel  | EXD            | 401          | 16,35        |
|                | Régine Picard  | FN             | 367          | 14,97        |
|                | Edmond Walczak | EXG            | 234          | 9,54         |
| Inscrits       | Inscrits       | Inscrits       | 4 329        | 100,00       |
| Abstention     | Abstention     | Abstention     | 1 645        | 38,00        |
| Votants        | Votants        | Votants        | 2 684        | 62,00        |
| Blancs et nuls | Blancs et nuls | Blancs et nuls | 232          | 8,64         |
| Exprimés       | Exprimés       | Exprimés       | 2 452        | 91,36        |

*sortant

### Canton de Montmort-Lucy
| Candidats      | Candidats       | Étiquette      | Premier tour | Premier tour |
| Candidats      | Candidats       | Étiquette      | Voix         | %            |
| -------------- | --------------- | -------------- | ------------ | ------------ |
|                | Michel Moussy*  | UMP            | 1 056        | 51,64        |
|                | Olivier Perdrix | SE             | 314          | 15,35        |
|                | Bruno Ravillion | FN             | 287          | 14,03        |
|                | Alain Roussel   | PS             | 243          | 11,88        |
|                | Laurent Pochet  | EXG            | 90           | 4,40         |
|                | Serge Iseli     | PCF            | 55           | 2,69         |
| Inscrits       | Inscrits        | Inscrits       | 3 238        | 100,00       |
| Abstention     | Abstention      | Abstention     | 1 112        | 34,34        |
| Votants        | Votants         | Votants        | 2 126        | 65,66        |
| Blancs et nuls | Blancs et nuls  | Blancs et nuls | 81           | 3,81         |
| Exprimés       | Exprimés        | Exprimés       | 2 045        | 96,19        |

*sortant

### Canton de Reims-1
| Candidats      | Candidats           | Étiquette      | Premier tour | Premier tour | Second tour | Second tour |
| Candidats      | Candidats           | Étiquette      | Voix         | %            | Voix        | %           |
| -------------- | ------------------- | -------------- | ------------ | ------------ | ----------- | ----------- |
|                | Jean-Pierre Fortuné | UMP            | 4 345        | 44,31        | 5 484       | 52,82       |
|                | Samuel Monchot      | PS             | 2 843        | 28,99        | 4 898       | 47,18       |
|                | Roger Noirmain      | FN             | 1 039        | 10,59        |             |             |
|                | Marie-Ange Petit    | Verts          | 886          | 9,03         |             |             |
|                | Thomas Rose         | EXG            | 384          | 3,92         |             |             |
|                | James Pelle         | PCF            | 310          | 3,16         |             |             |
| Inscrits       | Inscrits            | Inscrits       | 18 370       | 100,00       | 18 369      | 100,00      |
| Abstention     | Abstention          | Abstention     | 8 279        | 45,07        | 7 526       | 40,97       |
| Votants        | Votants             | Votants        | 10 091       | 54,93        | 10 843      | 59,03       |
| Blancs et nuls | Blancs et nuls      | Blancs et nuls | 284          | 2,81         | 461         | 4,25        |
| Exprimés       | Exprimés            | Exprimés       | 9 807        | 97,19        | 10 382      | 95,75       |

### Canton de Reims-3
| Candidats      | Candidats           | Étiquette      | Premier tour | Premier tour | Second tour | Second tour |
| Candidats      | Candidats           | Étiquette      | Voix         | %            | Voix        | %           |
| -------------- | ------------------- | -------------- | ------------ | ------------ | ----------- | ----------- |
|                | Jean-Marie Beaupuy* | UDF            | 1 869        | 39,42        | 2 479       | 49,68       |
|                | Alexandre Tunc      | PS             | 1 406        | 29,66        | 2 511       | 50,32       |
|                | Séverina Chazerie   | FN             | 587          | 12,38        |             |             |
|                | Raymond Joannesse   | Verts          | 463          | 9,77         |             |             |
|                | Pascal Koegele      | EXG            | 217          | 4,58         |             |             |
|                | Eva Mourot          | PCF            | 199          | 4,20         |             |             |
| Inscrits       | Inscrits            | Inscrits       | 8 890        | 100,00       | 8 890       | 100,00      |
| Abstention     | Abstention          | Abstention     | 4 028        | 45,31        | 3 654       | 41,10       |
| Votants        | Votants             | Votants        | 4 862        | 54,69        | 5 236       | 58,90       |
| Blancs et nuls | Blancs et nuls      | Blancs et nuls | 121          | 2,49         | 246         | 4,70        |
| Exprimés       | Exprimés            | Exprimés       | 4 741        | 97,51        | 4 990       | 95,30       |

*sortant

### Canton de Reims-6
| Candidats      | Candidats          | Étiquette      | Premier tour | Premier tour | Second tour | Second tour |
| Candidats      | Candidats          | Étiquette      | Voix         | %            | Voix        | %           |
| -------------- | ------------------ | -------------- | ------------ | ------------ | ----------- | ----------- |
|                | Francis Henon      | PS             | 1 939        | 25,86        | 3 434       | 43,51       |
|                | Florence Mobuchon  | DVD            | 1 778        | 23,71        | 2 686       | 34,03       |
|                | Gabrielle Nguyen*  | UMP            | 1 663        | 22,18        | 1 772       | 22,45       |
|                | Audrey Puireux     | FN             | 940          | 12,54        |             |             |
|                | Marie-Thérèse Noël | Verts          | 530          | 7,07         |             |             |
|                | Michel Guillaudeau | PCF            | 261          | 3,48         |             |             |
|                | Claudine Demay     | EXG            | 249          | 3,32         |             |             |
|                | Denis Geoffroy     | EXG            | 139          | 1,85         |             |             |
| Inscrits       | Inscrits           | Inscrits       | 14 088       | 100,00       | 14 088      | 100,00      |
| Abstention     | Abstention         | Abstention     | 6 362        | 45,16        | 5 843       | 41,48       |
| Votants        | Votants            | Votants        | 7 726        | 54,84        | 8 245       | 58,52       |
| Blancs et nuls | Blancs et nuls     | Blancs et nuls | 227          | 2,94         | 353         | 4,28        |
| Exprimés       | Exprimés           | Exprimés       | 7 499        | 97,06        | 7 892       | 95,72       |

*sortant

### Canton de Reims-8
| Candidats      | Candidats           | Étiquette      | Premier tour | Premier tour | Second tour | Second tour |
| Candidats      | Candidats           | Étiquette      | Voix         | %            | Voix        | %           |
| -------------- | ------------------- | -------------- | ------------ | ------------ | ----------- | ----------- |
|                | Alain Lescouet*     | DVG            | 1 418        | 28,19        | 2 799       | 58,34       |
|                | Francis Perinard    | PS             | 1 003        | 19,94        | 1 999       | 41,66       |
|                | Jean Mazurier       | FN             | 749          | 14,89        |             |             |
|                | André Drigeon       | UMP            | 698          | 13,88        |             |             |
|                | Bernard Desoize     | UDF            | 399          | 7,93         |             |             |
|                | Éric Piquet         | Verts          | 329          | 6,54         |             |             |
|                | Charlotte Cormerais | EXG            | 178          | 3,54         |             |             |
|                | Pascale Martin      | PCF            | 173          | 3,44         |             |             |
|                | Jean-Marie Duval    | DVG            | 83           | 1,65         |             |             |
| Inscrits       | Inscrits            | Inscrits       | 9 010        | 100,00       | 9 010       | 100,00      |
| Abstention     | Abstention          | Abstention     | 3 834        | 42,55        | 3 569       | 39,61       |
| Votants        | Votants             | Votants        | 5 176        | 57,45        | 5 441       | 60,39       |
| Blancs et nuls | Blancs et nuls      | Blancs et nuls | 146          | 2,82         | 643         | 11,82       |
| Exprimés       | Exprimés            | Exprimés       | 5 030        | 97,18        | 4 798       | 88,18       |

*sortant

### Canton de Reims-9
| Candidats      | Candidats               | Étiquette      | Premier tour | Premier tour | Second tour | Second tour |
| Candidats      | Candidats               | Étiquette      | Voix         | %            | Voix        | %           |
| -------------- | ----------------------- | -------------- | ------------ | ------------ | ----------- | ----------- |
|                | Jean-Claude Laval*      | PS             | 2 479        | 39,51        | 4 597       | 69,13       |
|                | Chantale Richet         | UMP            | 1 203        | 19,17        | 2 053       | 30,87       |
|                | Patrick Chauveau        | FN             | 1 106        | 17,63        |             |             |
|                | Viviane Orban           | Verts          | 549          | 8,75         |             |             |
|                | Monique Foulard-Regnart | PCF            | 377          | 6,01         |             |             |
|                | Michel Gigerich         | EXG            | 343          | 5,47         |             |             |
|                | Fidèle Nimbi            | DVD            | 218          | 3,47         |             |             |
| Inscrits       | Inscrits                | Inscrits       | 12 945       | 100,00       | 12 945      | 100,00      |
| Abstention     | Abstention              | Abstention     | 6 505        | 50,25        | 5 953       | 45,99       |
| Votants        | Votants                 | Votants        | 6 440        | 49,75        | 6 992       | 54,01       |
| Blancs et nuls | Blancs et nuls          | Blancs et nuls | 165          | 2,56         | 342         | 4,89        |
| Exprimés       | Exprimés                | Exprimés       | 6 275        | 97,44        | 6 650       | 95,11       |

*sortant

### Canton de Sainte-Menehould
| Candidats      | Candidats             | Étiquette      | Premier tour | Premier tour | Second tour | Second tour |
| Candidats      | Candidats             | Étiquette      | Voix         | %            | Voix        | %           |
| -------------- | --------------------- | -------------- | ------------ | ------------ | ----------- | ----------- |
|                | Bertrand Courot       | UMP            | 1 201        | 29,53        | 2 185       | 51,72       |
|                | Jean-Claude Chauffert | PS             | 1 076        | 26,46        | 2 040       | 48,28       |
|                | Gérard Trichot        | FN             | 495          | 12,17        |             |             |
|                | Alain Le Mée          | DVD            | 395          | 9,71         |             |             |
|                | Isabelle Loreaux      | DVD            | 379          | 9,32         |             |             |
|                | Henri Jacquier        | DVD            | 272          | 6,69         |             |             |
|                | Patrick Millon        | PCF            | 181          | 4,45         |             |             |
|                | Richard Rehmet        | EXG            | 68           | 1,67         |             |             |
| Inscrits       | Inscrits              | Inscrits       | 6 659        | 100,00       | 6 659       | 100,00      |
| Abstention     | Abstention            | Abstention     | 2 400        | 36,04        | 2 126       | 31,93       |
| Votants        | Votants               | Votants        | 4 259        | 63,96        | 4 533       | 68,07       |
| Blancs et nuls | Blancs et nuls        | Blancs et nuls | 192          | 4,51         | 308         | 6,79        |
| Exprimés       | Exprimés              | Exprimés       | 4 067        | 95,49        | 4 225       | 93,21       |

### Canton de Saint-Remy-en-Bouzemont-Saint-Genest-et-Isson
| Candidats      | Candidats            | Étiquette      | Premier tour | Premier tour |
| Candidats      | Candidats            | Étiquette      | Voix         | %            |
| -------------- | -------------------- | -------------- | ------------ | ------------ |
|                | Jean-Pierre Bouquet* | PS             | 1 209        | 50,88        |
|                | Denis Droin          | DVD            | 522          | 21,97        |
|                | André Jeanson        | FN             | 428          | 18,01        |
|                | Michel Louis         | DVD            | 141          | 5,93         |
|                | Joëlle Bastien       | EXG            | 76           | 3,20         |
| Inscrits       | Inscrits             | Inscrits       | 3 523        | 100,00       |
| Abstention     | Abstention           | Abstention     | 1 052        | 29,86        |
| Votants        | Votants              | Votants        | 2 471        | 70,14        |
| Blancs et nuls | Blancs et nuls       | Blancs et nuls | 95           | 3,84         |
| Exprimés       | Exprimés             | Exprimés       | 2 376        | 96,16        |

*sortant

### Canton de Sézanne
| Candidats      | Candidats            | Étiquette      | Premier tour | Premier tour |
| Candidats      | Candidats            | Étiquette      | Voix         | %            |
| -------------- | -------------------- | -------------- | ------------ | ------------ |
|                | René-Paul Savary*    | UMP            | 2 265        | 54,20        |
|                | Ferdinand Le Beherec | FN             | 723          | 17,30        |
|                | Ahmed Afartout       | PS             | 698          | 16,70        |
|                | Maryvonne Guillouche | EXG            | 295          | 7,06         |
|                | Nathalie Jenny       | PCF            | 198          | 4,74         |
| Inscrits       | Inscrits             | Inscrits       | 7 609        | 100,00       |
| Abstention     | Abstention           | Abstention     | 3 252        | 42,74        |
| Votants        | Votants              | Votants        | 4 357        | 57,26        |
| Blancs et nuls | Blancs et nuls       | Blancs et nuls | 178          | 4,09         |
| Exprimés       | Exprimés             | Exprimés       | 4 179        | 95,91        |

*sortant

### Canton de Suippes
| Candidats      | Candidats               | Étiquette      | Premier tour | Premier tour |
| Candidats      | Candidats               | Étiquette      | Voix         | %            |
| -------------- | ----------------------- | -------------- | ------------ | ------------ |
|                | Agnès Person*           | UMP            | 2 447        | 54,91        |
|                | Alain Broniarczyk       | FN             | 879          | 19,73        |
|                | Jean-François Capitaine | Verts          | 518          | 11,62        |
|                | Thomas Lepage           | PCF            | 364          | 8,17         |
|                | Joël Sœur               | EXG            | 248          | 5,57         |
| Inscrits       | Inscrits                | Inscrits       | 8 611        | 100,00       |
| Abstention     | Abstention              | Abstention     | 3 931        | 45,65        |
| Votants        | Votants                 | Votants        | 4 680        | 54,35        |
| Blancs et nuls | Blancs et nuls          | Blancs et nuls | 224          | 4,79         |
| Exprimés       | Exprimés                | Exprimés       | 4 456        | 95,21        |

*sortant

### Canton de Thiéblemont-Farémont
| Candidats      | Candidats         | Étiquette      | Premier tour | Premier tour | Second tour | Second tour |
| Candidats      | Candidats         | Étiquette      | Voix         | %            | Voix        | %           |
| -------------- | ----------------- | -------------- | ------------ | ------------ | ----------- | ----------- |
|                | Christian Zapior* | PS             | 2 092        | 41,16        | 3 476       | 68,75       |
|                | Colette Jeanson   | FN             | 1 106        | 21,76        | 1 580       | 31,25       |
|                | Martine Millot    | UMP            | 833          | 16,39        |             |             |
|                | François Legrand  | ECO            | 740          | 14,56        |             |             |
|                | Yolande Rabary    | EXG            | 200          | 3,93         |             |             |
|                | Michel Aupetit    | PCF            | 112          | 2,20         |             |             |
| Inscrits       | Inscrits          | Inscrits       | 8 613        | 100,00       | 8 615       | 100,00      |
| Abstention     | Abstention        | Abstention     | 3 309        | 38,42        | 3 139       | 36,44       |
| Votants        | Votants           | Votants        | 5 304        | 61,58        | 5 476       | 63,56       |
| Blancs et nuls | Blancs et nuls    | Blancs et nuls | 221          | 4,17         | 420         | 7,67        |
| Exprimés       | Exprimés          | Exprimés       | 5 083        | 95,83        | 5 056       | 92,33       |

*sortant

### Canton de Ville-en-Tardenois
| Candidats      | Candidats               | Étiquette      | Premier tour | Premier tour | Second tour | Second tour |
| Candidats      | Candidats               | Étiquette      | Voix         | %            | Voix        | %           |
| -------------- | ----------------------- | -------------- | ------------ | ------------ | ----------- | ----------- |
|                | Michel Caquot           | UMP            | 2 256        | 37,42        | 2 900       | 51,26       |
|                | Luc Bzdak               | UDF            | 1 540        | 25,54        | 2 757       | 48,74       |
|                | Jean-Michel La Rosa     | FN             | 825          | 13,68        |             |             |
|                | Sandrine Chesse-Dufrene | Verts          | 715          | 11,86        |             |             |
|                | Jacques Barat           | EXG            | 353          | 5,86         |             |             |
|                | Muguette Piniau         | PCF            | 340          | 5,64         |             |             |
| Inscrits       | Inscrits                | Inscrits       | 9 599        | 100,00       | 9 595       | 100,00      |
| Abstention     | Abstention              | Abstention     | 3 326        | 34,65        | 3 086       | 32,16       |
| Votants        | Votants                 | Votants        | 6 273        | 65,35        | 6 509       | 67,84       |
| Blancs et nuls | Blancs et nuls          | Blancs et nuls | 244          | 3,89         | 852         | 13,09       |
| Exprimés       | Exprimés                | Exprimés       | 6 029        | 96,11        | 5 657       | 86,91       |

### Canton de Vitry-le-François-Ouest
| Candidats      | Candidats        | Étiquette      | Premier tour | Premier tour | Second tour | Second tour |
| Candidats      | Candidats        | Étiquette      | Voix         | %            | Voix        | %           |
| -------------- | ---------------- | -------------- | ------------ | ------------ | ----------- | ----------- |
|                | Jean-Luc Mathieu | PS             | 1 899        | 35,33        | 2 685       | 45,45       |
|                | Michel Biard     | UMP            | 1 881        | 35,00        | 2 209       | 37,40       |
|                | Pascal Erre      | FN             | 1 197        | 22,27        | 1 013       | 17,15       |
|                | Jérôme Dichant   | EXG            | 237          | 4,41         |             |             |
|                | Joannès Larique  | PCF            | 161          | 3,00         |             |             |
| Inscrits       | Inscrits         | Inscrits       | 9 175        | 100,00       | 9 173       | 100,00      |
| Abstention     | Abstention       | Abstention     | 3 615        | 39,40        | 3 124       | 34,06       |
| Votants        | Votants          | Votants        | 5 560        | 60,60        | 6 049       | 65,94       |
| Blancs et nuls | Blancs et nuls   | Blancs et nuls | 185          | 3,33         | 142         | 2,35        |
| Exprimés       | Exprimés         | Exprimés       | 5 375        | 96,67        | 5 907       | 97,65       |